# Pasłęk
Pasłęk là một thị trấn thuộc huyện Elbląski, tỉnh Warmińsko-Mazurskie ở đông-bắc Ba Lan. Thị trấn có diện tích 11 km². Đến ngày 1 tháng 1 năm 2011, dân số của thị trấn là 12067 người và mật độ 1135 người/km².